# Port lotniczy Siuna
Port lotniczy Siuna (ang. Siuna Airport) (IATA: SIU, ICAO: MNSI) – port lotniczy zlokalizowany w Siuna, w Nikaragui.

## Linie lotnicze i połączenia
- La Costeña (Managua, Bonanza)